# Beaumont-Monteux
Beaumont-Monteux ist eine französische Gemeinde mit 1.379 Einwohnern (Stand: 1. Januar 2022) im Département Drôme in der Region Auvergne-Rhône-Alpes. Sie gehört zum Arrondissement Valence und zum Kanton Tain-l’Hermitage. Die Einwohner werden Beaumontais, Beaumont-Montois oder Monterots genannt.

## Geographie
Beaumont-Monteux liegt etwa zwölf Kilometer nordnordöstlich von Valence an der Isère, die die Gemeinde im Süden begrenzt. Umgeben wird Beaumont-Monteux von den Nachbargemeinden Chanos-Curson im Norden, Clérieux im Nordosten, Granges-les-Beaumont im Osten und Nordosten, Châteauneuf-sur-Isère im Süden und Südosten sowie Pont-de-l’Isère im Westen und Südwesten.

## Bevölkerungsentwicklung
| Jahr                       | 1962 | 1968 | 1975 | 1982 | 1990 | 1999 | 2006 | 2018 |
| -------------------------- | ---- | ---- | ---- | ---- | ---- | ---- | ---- | ---- |
| Einwohner                  | 538  | 582  | 603  | 743  | 888  | 936  | 990  | 1321 |
| Quellen: Cassini und INSEE |      |      |      |      |      |      |      |      |

## Sehenswürdigkeiten

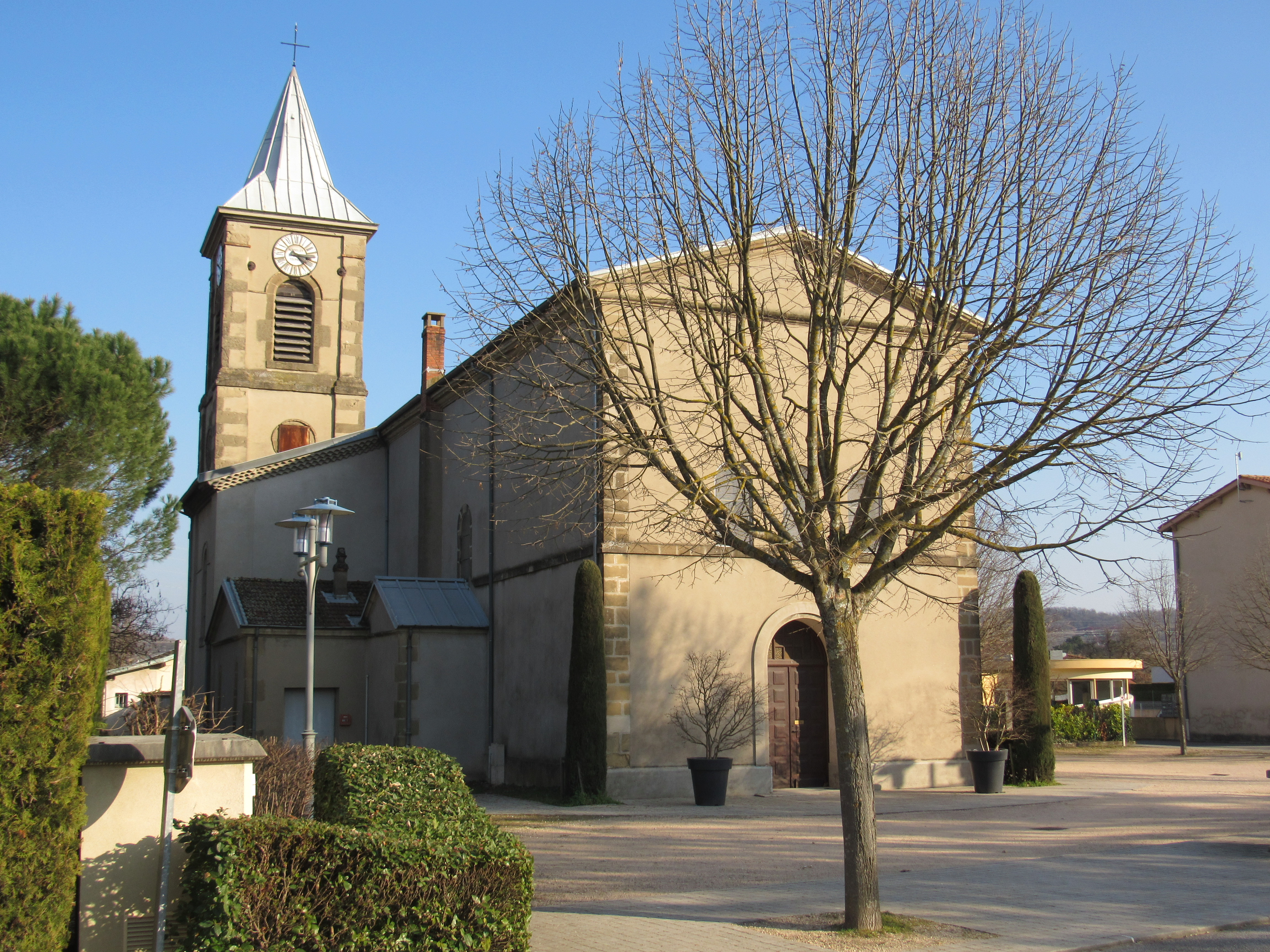
Kirche Saint-Sébastien

- Kirche Saint-Sébastien aus dem 19. Jahrhundert

## Persönlichkeiten
- Bernard Gauthier (1924–2018), Radrennfahrer